# Сунамгандж
Сунамга́ндж (бенг. সুনামগঞ্জ) — город и муниципалитет на северо-востоке Бангладеш, административный центр одноимённого округа. Расположен на берегах реки Сурма. Сунамгандж был основан в конце XVIII века. Площадь города равна 22,16 км². По данным переписи 2001 года, в городе проживало 49'373 человека, из которых мужчины составляли 52,70 %, женщины — соответственно 47,30 %. Плотность населения равнялась 2228 чел./км². Уровень грамотности взрослого населения составлял 58,8 % (при среднем по Бангладеш показателе 43,1 %).